# Парни из Баку (команда КВН, 1990-е)
«Парни из Баку» (азерб. Bakılı oğlanlar) — азербайджанская команда КВН из Баку. Чемпионы сезона 1992 года, вице-чемпионы сезона 1993 года, обладатели летнего кубка 1995 года, победители Турнира Десяти в 2000 году (чемпионы XX века).

## История
Команду «Парни из Баку» создал в 1988 году Анар Мамедханов. В сезоне 1991 года на четвертьфинальных играх были представлены четыре претендента на попадание в Высшую лигу, одним из них была азербайджанская команда, которая действительно попала в главную лигу КВН в 1992 году. Поддерживал команду Полад Бюльбюль-оглы — в то время министр культуры Азербайджана. Уже в своей первой игре бакинцы выиграли у действующих вице-чемпионов, «Эскадрона гусар», и прошли в полуфинал. Там «Парни из Баку» выиграли у команды Симферопольского государственного университета, и попали в финал сезона. Однако из-за того, что во втором полуфинале победу одержала команда Ереванского медицинского института перед «АМиК» встала проблема с организацией финала между командами из стран, между которыми в тот момент шла война. В итоге было принято решение назвать обе команды чемпионами сезона 1992 года, и провести в их честь праздничный новогодний концерт с участием других команд КВН.
В 1993 году команда «Парни из Баку» решает вернуться в Высшую лигу, несмотря на негласное правило «чемпион пропускает сезон». Объяснением тому можно считать то, что после сезона 1992 года команды «Парни из Баку» и ЕрМИ решили, что больше не должны играть в одних и тех же сезонах. Помимо бакинцев, в сезон возвращаются ещё два чемпиона — «Одесские джентльмены» и НГУ. В четвертьфинале азербайджанская команда занимает второе проходное место, уступив первое команде «Дрим тим», и обыграв команду НГУ («Девушки из джаза»). В полуфинале бакинцы вновь встречаются с НГУ, и на этот раз играют с ними вничью. Во втором полуфинале победу одерживает команда «Дрим тим», и таким образом в финале вновь встречаются команды из второго четвертьфинала сезона. Результат игры на этот раз получается обратным, и чемпионом становится команда Новосибирска. Финал 1993 года запомнился необычной системой судейства, из-за которой игра закончилась неоднозначным решением жюри. Игру судили два состава жюри — обычный и жюри из членов Правительства Москвы. После каждого конкурса оба состава объявляли оценки, которые они поставили командам. Суммой за конкурс был средний балл, сложенный из двух объявленных оценок, которые компьютер округлял до десятых. При такой системе действительно победила команда НГУ, но если округлять до сотых, то счёт получается в пользу «Парней из Баку». Из-за этого вокруг компьютера Елены Богатовой собрались представители команды и болельщики, которым Богатова пыталась объяснить, что всё было подсчитано правильно. Члены жюри после совещания пришли к единому решению по поводу чемпиона 1993 года. Константин Буравлёв заявил: «Мы отдаём должное настойчивости команды Баку, которая боролась, но по нашему решению победили „Девушки“».
В 1995 году «АМиК» решил провести в Баку Летний кубок между командами «Парни из Баку» и «Одесские джентльмены» в честь 25-летия игры между командами Баку и Одессы 60-х годов. Победу в этой игре одержали бакинцы, а капитан старой команды Баку Юлий Гусман, который в своём капитанском конкурсе снял с себя усы, на этот раз повторил свой трюк, и снял с себя усы и бороду.
В 2000 году в рамках Высшей лиги был организован Турнир Десяти, на который были приглашены и «Парни из Баку». В полуфинале их соперниками были вновь «Одесские джентльмены», которых они вновь обыграли. В финале члены жюри, зрители в зале и телезрители вновь отдали предпочтение команде «Парни из Баку». Выиграв голосование, азербайджанская команда стала чемпионом Турнира Десяти.
Помимо игр Высшей лиги и Летнего кубка команда участвовала в фестивалях «Голосящий КиВиН» в 1995-м и 1997 годах, однако не выигрывала ни одного КиВиНа. Участники команды иногда появляются и на Спецпроектах ко дню рождения КВН.
В наши дни театр «Планета „Парни из Баку“» имеет собственное телешоу и часто выступает на сценах Азербайджана. Руководителем театра является Таир Иманов, совместно со своим братом Джабиром Имановым, Азером Мамедзаде, Бахрамом Багирзаде, Эмилем Аббасовым, Алекпером Алиевым и другими известными в прошлом и настоящем участниками движения КВН.

## Состав команды
В состав команды «Парни из Баку» в разные годы входили:
- Анар Мамедханов (капитан)[13]
- Бахрам Багирзаде[14]
- Тимур Вайнштейн[15]
- Эльчин Гамидов[16]
- Ильгар Ханбутаев[17]
- Самир Абдуллаев[13]
- Энвер Мансуров[13]
- Азер Мамедзаде[18]
- Олег Бланк[19]
- Эльчин Азизов[13]
- Рауф Аскеров[20]
- Мурад Дадашов[13]
- Таир Иманов[13]
- Джабир Иманов[13]
- Вадо Коровин[13]
- Эмиль Аббасов[12][13]
- Яна Никитина[13]
- Ильгар Набиев[13]
- Кямран Ахмедов[21]
- Джасим Фарис[13]
- Эльнур Мамедов[13] (автор)[22]
- Мехти Мирсалимов[23] (автор)[22]
- Заур Тагиев (автор)[22]
- Дмитрий Янгуразов[24][25]
- Тамерлан Алиев (автор)[22]
- Видади Мамиев[21]
- Эльдар Гусейнов[21]
- Леонид Рабинович (директор)[13]
- Вадим Эпштейн[26]
- Джейхун Назарли[21]
- Алышан Кадыров[21]
- Парвиз Мамедов[21]
- Алекпер Алиев (автор)[11]
- Мамедага Мамедов (автор)[22]
- Гейдар Гусейнов (автор)[22]

| |  |  |  |  |  |  |
| Слева направо: Анар Мамедханов, Бахрам Багирзаде, Тимур Вайнштейн, Джабир Иманов, Мурад Дадашов, Таир Иманов, Эльчин Азизов |  |  |  |  |  |  |